# Спремна или не
Спремна или не (енгл. Ready or Not) је амерички хорор филм из 2019. године, режисера Мета Бетинели-Олпина и Тајлера Џилета, са Самаром Вивинг, Адамом Бродијем, Марком О’Брајеном, Хенријем Чернијем, Енди Макдауел и Кристијаном Бруном у главним улогама. Централни лик филма је невеста по имену Грејс, коју на дан венчања прогони породица њеног супруга, као део породичног ритуала.
Припреме су почеле још у новембру 2017, када су Бетинели-Олпин и Џилет унајмљени као редитељи. Снимање је почело годину дана касније, у новембру 2018, у Торонту. Премијера филма била је 27. јула 2019. на Међународном филмском фестивалу „Фантазија”, док је биоскопска премијера била 21. августа 2019. у дистрибуцији студија Searchlight Pictures.
Филм је добио позитивне критике и зарадио преко 57 милиона долара, са буџетом од 6 милиона долара. Био је номинован за Награду Сатурн за најбољи хорор филм, али је изгубио од Невидљивог човека.

## Радња
Данијел ле Домас је, као дете, једне ноћи у својој породичној кући пронашао рањеног човека, у оделу младожење, по имену Чарлс. Он га је молио да му помогне да побегне, али је Данијел уместо тога позвао своју породицу. Упркос молби младе (Данијелова тетка Хелен) да се њеном мужу поштеди живот, Чарлс је упуцан и однет у собу за церемоније.
Тридесет година касније, Данијелов млађи брат Алекс се жени девојком по имену Грејс. Након венчања, Алексов отац, Тони, саопштава Грејс да у њиховој породици постоји традиција, да сваки нови члан мора прве ноћи да одигра једну игру са осталим члановима породице. Игра се насумично извлачи из кутије. На Грејсину несрећу, она је извукла жмурке, за које се испоставља да су једина игра у којој остали чланови породице морају да је убију до јутра или ће сами умрети због породичне клетве.

## Улоге
| Глумац           | Улога                 |
| ---------------- | --------------------- |
| Самара Вивинг    | Грејс ле Домас        |
| Марк О’Брајен    | Алекс ле Домас        |
| Адам Броди       | Данијел ле Домас      |
| Хенри Черни      | Тони ле Домас         |
| Енди Макдауел    | Беки ле Домас         |
| Мелани Скрофано  | Емили ле Домас-Бредли |
| Кристијан Брун   | Фич Бредли            |
| Ники Гуадањи     | Хелен ле Домас        |
| Елиз Левек       | Черити ле Домас       |
| Џон Ралстон      | батлер Стивенс        |
| Лиам Макдоналд   | Џорџи Бредли          |
| Итан Таварес     | Гејб Бредли           |
| Ханеке Талбот    | собарица Клара        |
| Селин Цаи        | собарица Тина         |
| Данијела Барбоса | собарица Дора         |
| Ендру Ентони     | Чарлс                 |
| Нет Факсон       | Џастин                |
| Џејмс Вандербилт | Ле Бејл               |